# Скажена качка
«Скажена качка» (англ. Duck Amuck) — американський мальований мультфільм 1953 року. Знятий режисером Чаком Джонсом у жанрі сюрреалізму з елементами так званого «автореференційованого гумору» і руйнуванням «четвертої стіни». Входить у серію «Веселі мелодії». Американський кінознавець Леонард Молтін назвав мультфільм Джонса і Мальтіза «Duck Amuck» — маленьким шедевром, у якому темперамент Даффі досяг апогею.
У 1994 році посів 2-ге місце в списку «50 найвидатніших мультфільмів», а у 1999 році він був включений до Національного реєстру фільмів.

## Сюжет
Даффі Дак грає мушкетера, однак відповідна декорація (середньовічний замок) поступово зникає. Мушкетер Даффі з'являється на тлі наступної декорації, сільського пейзажу, розуміє, що його образ тут не підходить і, розсердившись, переодягається в сільського жителя, наспівуючи Old MacDonald Had a Farm. Далі його роздратування наростає: з'являється засніжений пейзаж — Даффі Дак стає на лижі, на лижах, наспівуючи Jingle Bells, він в'їжджає у квітучі тропіки. Даффі переодягається в національний гавайський одяг і співає Алоха Ое, але й ця декорація зникає. Даффі Дак гнівно звертається до мультиплікатора, до «хлопця, який тут головний». Як наслідок, гумка стирає Даффі, і той просить пробачення. Олівець знову малює Даффі в образі ковбоя з гітарою. Той починає грати й співати, але немає звуку, про що Даффі повідомляє відповідною табличкою. Дають звук, але не той: замість звуку гітари лунають автоматна черга та автомобільний клаксон, Даффі розбиває гітару і йде з кадру. Незабаром він з'являється не в ролі й починає в гнівно кричати на аніматора (дивлячись на глядача), але і тут спочатку замість його криків чути кукурікання півня, гукання пугача. Даффі вимагає нормальну декорацію, і олівець малює містечко, щоправда, чорно-біле. Даффі Дак кричить, що сюди треба додати кольору, і пензлик розфарбовує його самого в неймовірно строкаті відтінки. Даффі знову лається, гумка знову його стирає, залишаючи лише очі й рот, а потім домальовує решту: Даффі перетворюється на неймовірну суміш квітки, жаби й флагштока. Даффі знову затирають і малюють: тепер він моряк, що викликає чималу радість, він навіть починає наспівувати The Song of the Marines. На його прохання малюється необхідна декорація: море й острівець на задньому плані. Даффі падає в намальовану воду, вибирається на острівець і кричить звідти, щоб «дали великий план», але спочатку оператор обрізає все навколо, залишаючи в кадрі лише маленьку фігурку качки, а потім навпаки наближає так, що видно лише очі Даффі, що палають люттю.
Даффі знову лається на аніматора, а тим часом над ним нависає щось чорне величезне і важке, напевно, край кадру. Олівець малює тонку дерев'яну підпірку, але вона не витримує, ламається, і чорна маса накриває Даффі, який з великими труднощами вибирається і каже: «Гаразд, пора нарешті почати фільм», після чого з'являється THE END. З криком жаху Даффі прибирає цей кадр і улесливо каже аніматору: «Хлопче, давай спокійно все обговоримо, ти робиш свою роботу, я — свою, ніхто нікому не заважає». Заспокоївшись, Даффі починає танцювати, але нова неприємність — відбувається розкалібрування кадрів, і качок тепер двоє, і вони починають лаятися. Справа доходить до бійки, але гумка затирає одного з Даффі. Навколо Даффі, що залишився, малюється літак який летить, тепер він — пілот у безхмарному небі. Однак пензлик малює попереду по курсу гору, і після зіткнення від літака Даффі залишається лише ліхтар, він катапультується. Даффі плавно спускається на парашуті, але аніматор його стирає, а замість парашута малює ковадло, качка летить каменем униз. У напівпритомному стані Даффі стоїть і б'є молотком по тому самому ковадлу, наспівуючи The Village Blacksmith, але аніматор підміняє ковадло снарядом, відбувається вибух. Прийшовши до тями, Даффі знову починає в люті кричати на аніматора («Мені все це набридло, хто ти? Я вимагаю, щоб ти здався!»), той у відповідь малює навколо нього двері й закриває їх. Глядач бачить, що мультиплікатором був Багз Банні, який посміхаючись каже в камеру: «Який я мерзотник!»

## У ролях
- Мел Бланк озвучив обох персонажів — Даффі Дака і Багза Банні.

## Історія
«Скажену качку» знято 1951 року, тоді ж на мультфільм отримано авторські права, але прем'єра відбулася лише 28 лютого 1953 року.
1979 року «Скажена качка» увійшла до складу повнометражного мультфільму «Кролик Багз або Дорожній Бігун». 1991 року вийшов документальний фільм Chuck Amuck: The Movie. 1999 року мультфільм увійшов до збірки The Looney Tunes Hall of Fame, 2003 року — до збірки Looney Tunes Golden Collection: Volume 1, 2011 року — до збірок The Essential Daffy Duck і Looney Tunes Platinum Collection: Volume 1. 2007 року вийшла комп'ютерна гра за мотивами мультфільму — Looney Tunes: Duck Amuck.